# Borís Savtxenko
Borís Vladímirovitx Savtxenko (Krasnodar, 10 de juliol de 1986) és un jugador d'escacs rus que té el títol de Gran Mestre des del 2007.
A la llista d'Elo de la FIDE del desembre de 2021, hi tenia un Elo de 2535 punts, cosa que en feia el jugador número 75 (en actiu) de Rússia. El seu màxim Elo va ser de 2655 punts, a la llista de l'abril de 2009 (posició 74 al rànquing mundial).

## Resultats destacats en competició
Participà en la Copa del Món de 2007 on fou eliminat a la primera ronda per Aleksandr Motiliov. El 2008 fou campió de Moscou i igualà (5è després del desempat) en 8 punts amb el campió Serguei Tiviàkov a la Politiken Cup. El 2009 guanyà l'Obert de Bakú per davant de Gata Kamsky, Ilià Smirin i Xakhriar Mamediàrov. Participà en la Copa del Món de 2009 on fou eliminat a la segona ronda per Wang Yue.
L'octubre de 2012 guanyà la Copa Raixid Nejmetdínov amb 7 punt de 9 i enduent-se un premi de 2.500 euros. El 2013 guanyà el fort torneig de l'Obert de Moscou per davant de Ian Nepómniasxi.
El novembre de 2015 guanyà clarament l'Obert PSC Puregold a les Filipines amb 9½ punts de 10, un punt i mig més que els immediats perseguidors, Lu Shanglei i Vitaly Sivuk.
L'abril de 2016 fou tercer de l'Obert de Dubai amb 7 punts de 9, a mig punt del campió Gawain Jones.